# 革命领土卫队
革命领土卫队（西班牙語：Milicias de Tropas Territoriales）是一支隶属于古巴革命武装力量的古巴民兵，成立于1980年5月1日，卫队的成立也标志着古巴正式接受全民战争军事理论。同国家革命民兵相似，革命领土卫队有效的加强了古巴人民对维护革命的热情。
通常，革命领土卫队仅配备轻武器，并仅在特定情况才会配发给革命领土卫队成员。

## 人员组成
革命领土卫队多数成员为女性、老人和退休人员。同时，年龄不符征兵要求、尚未被征服兵役的青少年和未被征收为后备役的男性也有资格加入革命领土卫队。1982至1984年间，革命领土卫队的成员人数自50万人增长至120万人，并且在经济危机时期，革命领土卫队成员也能维持在100万人左右。